# O.S.C.A.
Pour les articles homonymes, voir Osca.
O.S.C.A. (Officine Specializzate Costruzione Automobili) est un ancien constructeur automobile fondé par les frères Bindo, Ettore et Ernesto Maserati en 1947 dans la banlieue de Bologne.
Cette société avait deux activités, la construction de petites voitures de sport et le développement de châssis et de moteurs pour les courses de Grand Prix en catégorie Formule 1 et Formule 2.

## Historique

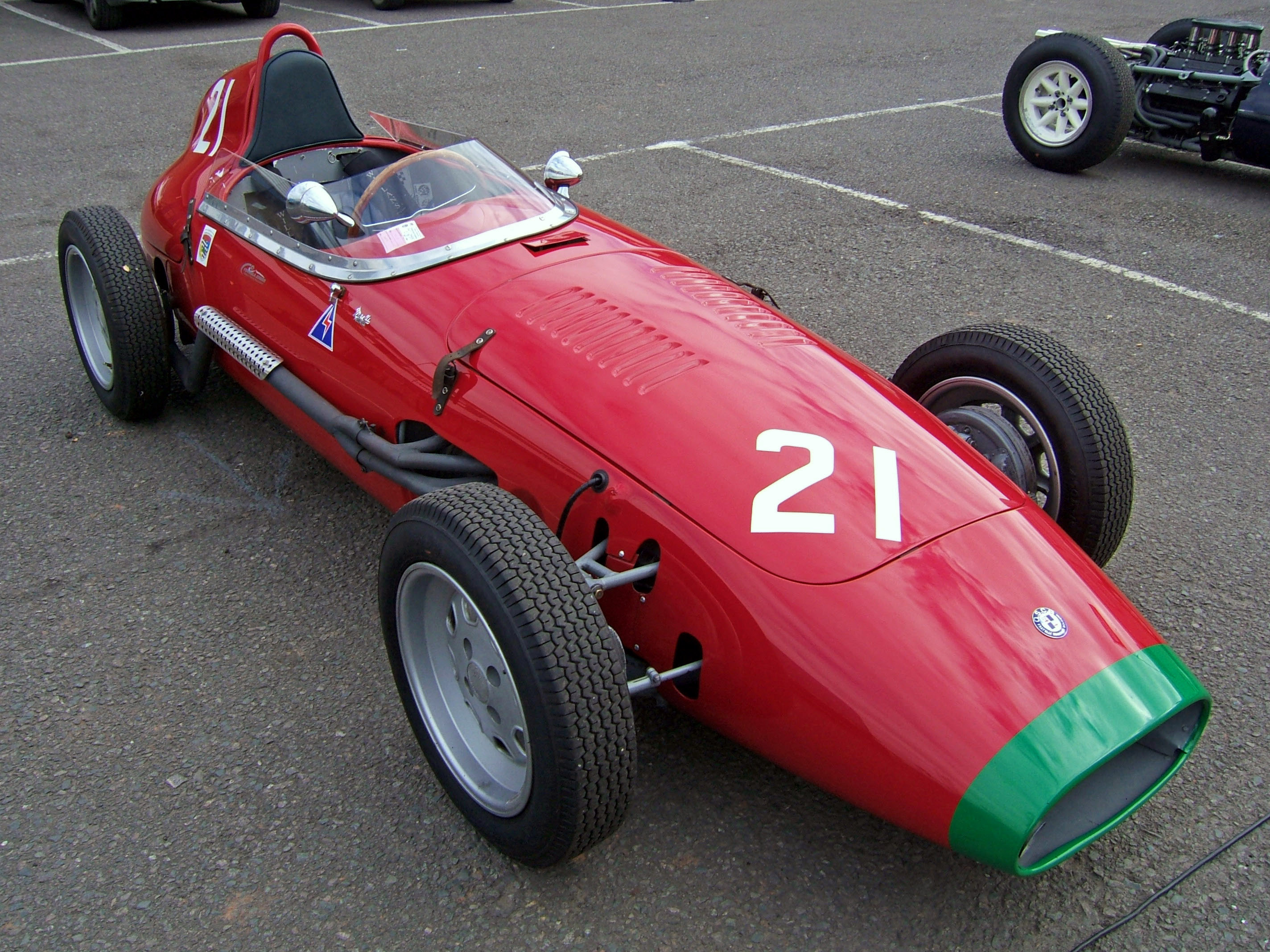
OSCA Formule Junior de 1958

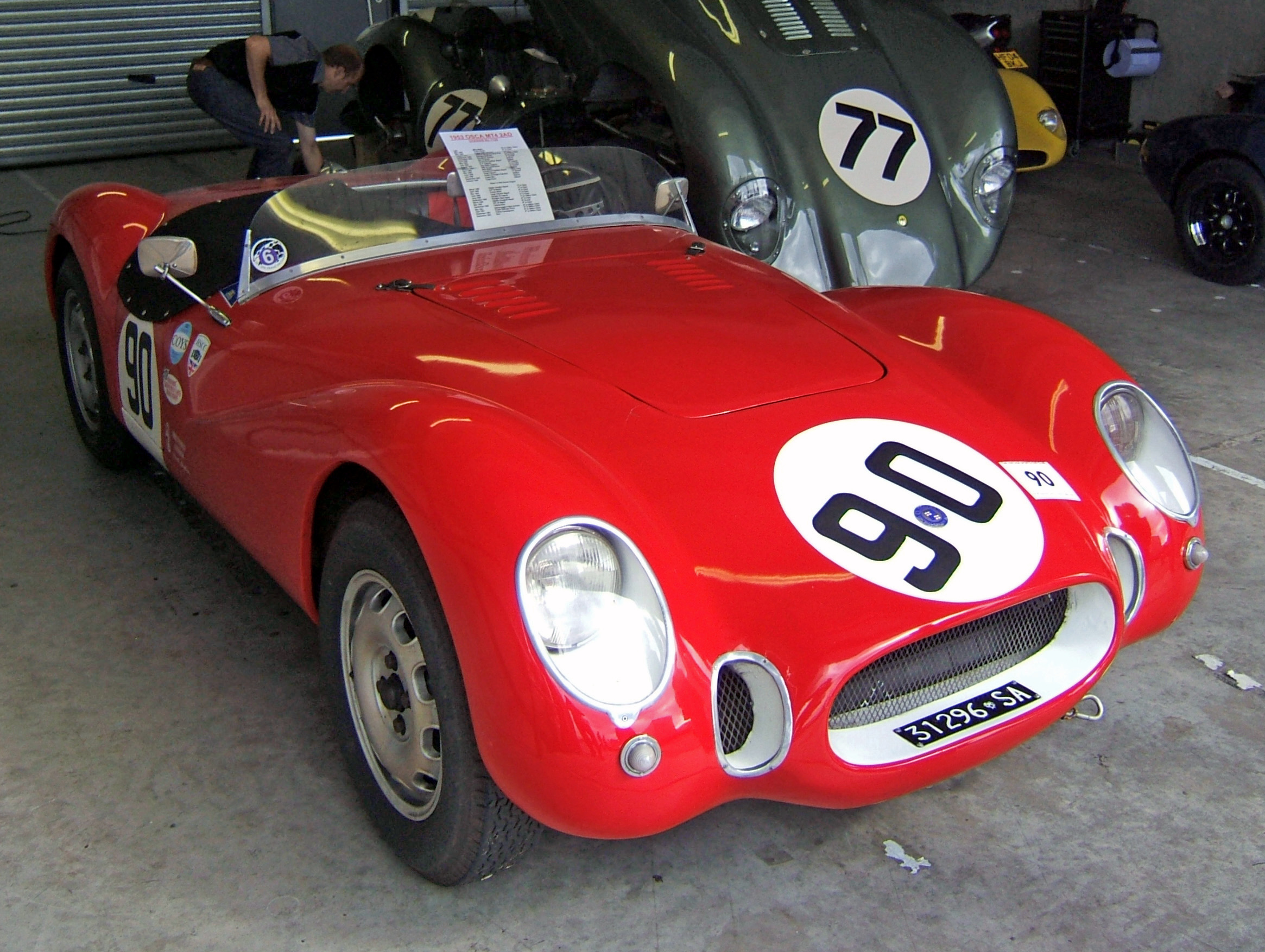
OSCA Spyder de 1959

En 1932, avec la mort d'Alfieri Maserati, le constructeur automobile italien Maserati perd un ingénieur mais surtout son gestionnaire. Ses frères, Bindo, Ettore et Ernesto en prennent les rênes. Bindo prend la direction générale, Ernesto la direction technique et à Ettore revient la responsabilité financière. Ce dernier s'avère être le maillon faible de l'organisation qui, malgré des succès sportifs et commerciaux, sera vendue à Adolfo Orsi, un industriel de Modène. 
Les trois frères concluent un contrat de dix ans d'assistance technique avec la famille Orsi en 1937. Après cette échéance, les trois frères créent l'OSCA (Officine Specializate Costruzione Automobili), basée à San Lazzaro, dans la banlieue de Bologne.

## Petites voitures de sport
Construite sur un châssis tubulaire avec une carrosserie de coupé et équipée initialement d'un moteur de 1 100 cm3, cette voiture pèse moins de 500 kg. Grâce à son moteur de 70 ch, elle offre des performances remarquables. Les évolutions de carrosserie en cabriolet, de nouveaux moteurs de 750 cm3, 1 450 cm3 et même de 2 litres à distribution desmodromique ne permettent pas à ces voitures de route de sortir d'une diffusion confidentielle.
Le moteur évolue du 1 450 cm3 vers un 1 600 cm3 qui reçoit une distribution à double arbres à cames qui permet de présenter, toujours sur la même forme de châssis, une GT de 140 ch équipée de quatre freins à disques et d'une boîte à six vitesses en option. Sur les 150 exemplaires produits, une centaine utilise une carrosserie Zagato disponible en trois configurations de toit différentes. L'équipe de direction est toutefois beaucoup plus intéressée par les modèles de haute compétition.

## Voitures de course
En 1951, OSCA construit un nouveau moteur V12 de 4,5 L de cylindrée ; installé dans un vieux châssis Maserati, le pilote thaïlandais Prince Bira en prend les commandes et la voiture gagne sa première course à Goodwood en mars. En septembre, l'écurie s'inscrit en Formule 1, pour le Grand Prix d'Italie, avec comme pilote Franco Rol qui finit neuvième de la course, loin derrière les Ferrari et les Alfa Romeo.
La même voiture est présentée au départ du Grand Prix de Valentino à Turin en 1952, toujours avec Rol au volant, et finit encore loin des leaders.
La réglementation l'autorisant, OSCA engage, en championnat du monde de Formule 1 et hors-championnat, une vieille monoplace Formule 2, l'OSCA 20, équipée d’un nouveau moteur de 2 litres, 6 cylindres en ligne, présenté en août. Le pilote officiel est le français Élie Bayol qui obtient la sixième place à Modène en septembre. En 1953, il est rejoint par Louis Chiron qui finit second à Syracuse. À Pau, ils terminent respectivement quatrième et sixième. Pendant l'été, Élie Bayol remporte l'épreuve du Circuit du Lac, à Aix-les-Bains, en battant l'équipe Gordini.
En championnat du monde, aucun résultat intéressant ne sera obtenu, le meilleur restera une dixième place décrochée par Louis Chiron en Italie. Avec l’évolution de la réglementation en 1954, la voiture n'est plus compétitive. 
En 1957, une nouvelle voiture, l'OSCA F2, équipée d’un nouveau moteur à 4 cylindres, est présentée. L'écurie participe à deux Grands Prix du championnat de Formule 1 sans passe le cap des qualifications. En 1960, OSCA enregistre encore quelques succès grâce à une victoire dans le championnat de Formule Junior italienne.
En 1962, les frères Maserati vendent la société OSCA au comte Agusta qui l'intègre à la MV Agusta Motorcycle Company.

## Division moteurs
La société OSCA est aussi réputée pour la conception et la fabrication de moteurs pour d'autres constructeurs automobiles, notamment pour équiper des voitures sportives.
Les moteurs de la marque connurent une grande réussite en équipant les modèles sportifs Fiat 1500 S Cabriolet et 1600 S Cabriolet et Coupé, ces moteurs, qui disposaient de deux arbres à cames, étaient d'une cylindrée de 1 491 cm3 développant 90 ch (1959-1963) puis de 1 568 cm3 développant 100 ch (1963-1966). 
La société disparaîtra en 1967.

## Résultats en championnat du monde de Formule 1
| Saison | Écurie          | Châssis    | Moteur          | Pneus   | Pilotes                                  | Grands Prix disputés                  | Points inscrits | Classement |
| ------ | --------------- | ---------- | --------------- | ------- | ---------------------------------------- | ------------------------------------- | --------------- | ---------- |
| 1951   | OSCA Automobili | OSCA 4500G | OSCA V12        | Pirelli | Franco Rol                               | 1 (9e)                                | 0               | Non classé |
| 1953   | OSCA Automobili | OSCA 20    | OSCA 6 en ligne | Pirelli | Élie Bayol                               | 0 (2 forfaits)                        | 0               | Non classé |
| 1958   | OSCA Automobili | OSCA F2    | OSCA 4 en ligne | Pirelli | Colin Davis Luigi Piotti Giulio Cabianca | 0 (1 forfait) 0 (1 non-qualification) | 0               | Non classé |
| 1959   | OSCA Automobili | Cooper T43 | OSCA 4 en ligne | Dunlop  | Alejandro de Tomaso                      | 1 (abandon)                           | 0               | Non classé |

| Saison | Écurie       | Châssis    | Moteur          | Pneus   | Pilotes      | Grands Prix disputés |
| ------ | ------------ | ---------- | --------------- | ------- | ------------ | -------------------- |
| 1952   | Élie Bayol   | OSCA 4500G | OSCA V12        | Pirelli | Élie Bayol   | 1                    |
| 1953   | Élie Bayol   | OSCA 20    | OSCA 6 en ligne | Pirelli | Élie Bayol   | 2                    |
| 1953   | Louis Chiron | OSCA 20    | OSCA 6 en ligne | Pirelli | Louis Chiron | 2                    |